# Александр Абуш
Алекса́ндр А́буш (14 лютого 1902–1982) — німецький публіцист, літературознавець, критик.

## Життєпис
Член КПН (СЄПН) з 1921. В 1933—45 жив в еміграції в Мексиці. Редагував «Коричневу книгу про підпал рейхстагу» (1933).

## Праці
Автор праці «Хибний шлях нації» (1945). В після-воен. творах («Література і дійсність», 1952; «Національна література сучасності», 1953; «Шіллер. Велич і трагізм німецького генія», 1955; «В ідеологічній боротьбі за соціалістичну культуру», 1957, та ін.) А. виступає активним борцем за нову нім. соціалістичну культуру. З 1958 міністр культури НДР.